# Pleonazmus
Pleonazmus – teatr studencki działający w Krakowie w latach 1970–76, związany z Uniwersytetem Jagiellońskim.
Zespół, kierowany przez Ryszarda Majora, hołdował zasadzie kreacji zbiorowej, wypracował metodę gry aktorskiej opartej na improwizacji i spontaniczności działań. Przedstawienia zrealizowane przez Teatr Pleonazmus zrealizował to: Teatr Pana Białoszewskiego (1971), To, co teatralne (1971), Szłość samojedna (1972) — aluzyjna przypowieść posługująca się wariantami semantyczno-słowotwórczymi czasownika „iść” oraz Straż pożarna by nie zmogła, jedna, druga, trzecia... (1973) i Wybrane sceny z najnowszej naszej dekadencji (1974) — spektakle demaskujące społeczne absurdy.